# Thalatha melanostrota
Thalatha melanostrota är en fjärilsart som beskrevs av George Francis Hampson 1916. Thalatha melanostrota ingår i släktet Thalatha och familjen nattflyn. Inga underarter finns listade i Catalogue of Life.